# 이단비
이단비(李단비, 1997년 5월 23일 ~ )는 대한민국의 바둑 기사이다.

## 약력
인천 출신으로 6살에 바둑을 시작해 중학교 3학년부터 한국기원 연구생으로 활동했다. 이세돌 바둑도장에서 백홍석과 김형환, 한웅규 사범에게 지도를 받았다. 제98회 전국체전 바둑부문 여자단체전에서 금메달을 받았고 2017 국제바둑춘향 선발대회에서 준우승을 차지했다. 2018년 제49회 여자입단대회를 통해 입단했다.